# Andrea Mantegna
Andrea Mantegna (født ca. 1431, død 13. september 1506) var en italiensk kunstmaler, der interesserede sig meget for romersk arkæologi, og som var Jacopo Bellinis svigersøn. Han eksperimenterede som flere samtidige med perspektivet i sine malerier, der også ofte er kendetegnet ved kolde, metallignende landskaber og noget stenprægede figurer, der påviser en basal skulpturel tilgang til malerkunsten. Mantegna var også leder af et værksted, der var den førende  producent af tryk i Venedig før år 1500.
Et af hans vigtigste værker, Kristus som den lidende frelser, er på Statens Museum for Kunst i København.